# Ambrosia artemisiifolia

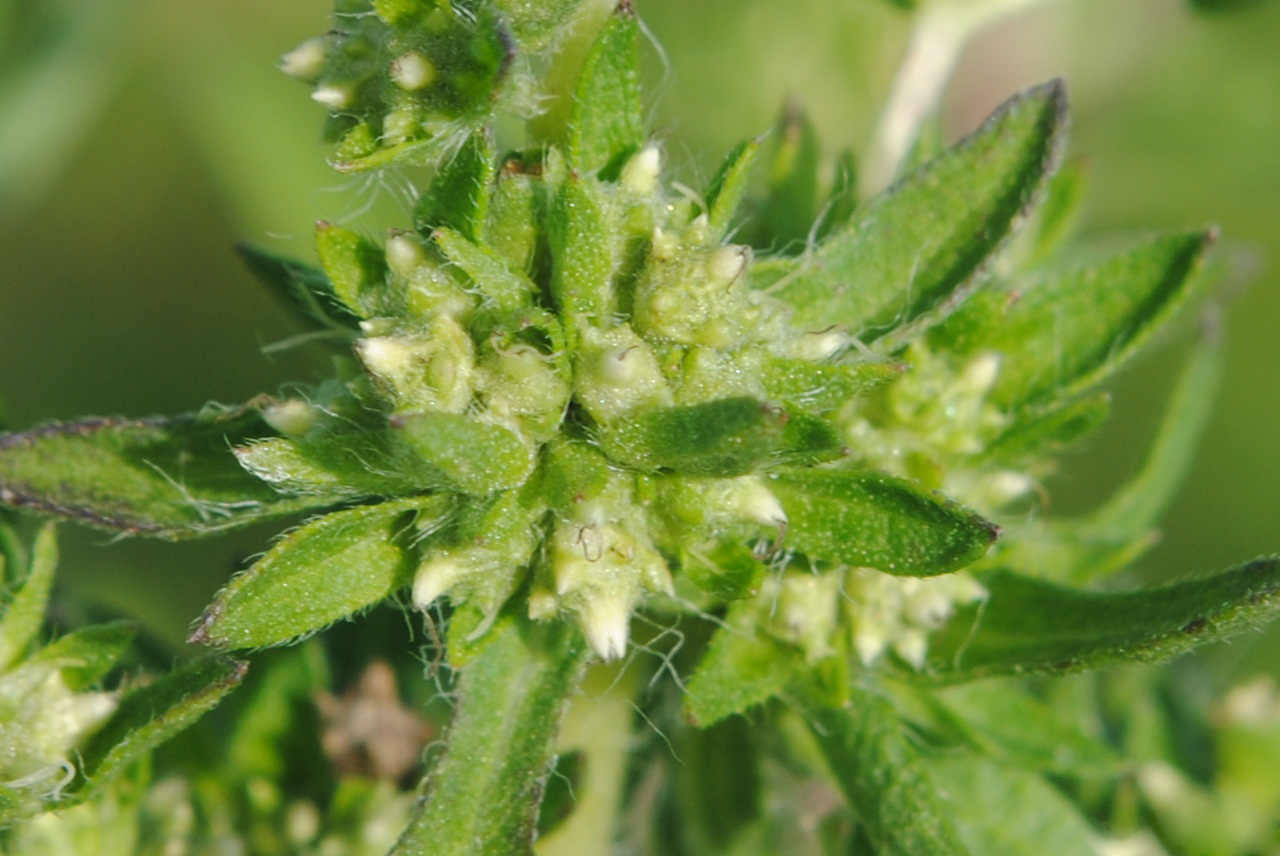
Registro de Ambrosia elatior en Soriano Uruguay.

Ambrosia artemisiifolia es una especie de planta herbácea perteneciente a la familia de las asteráceas. Es originaria de América del Norte.

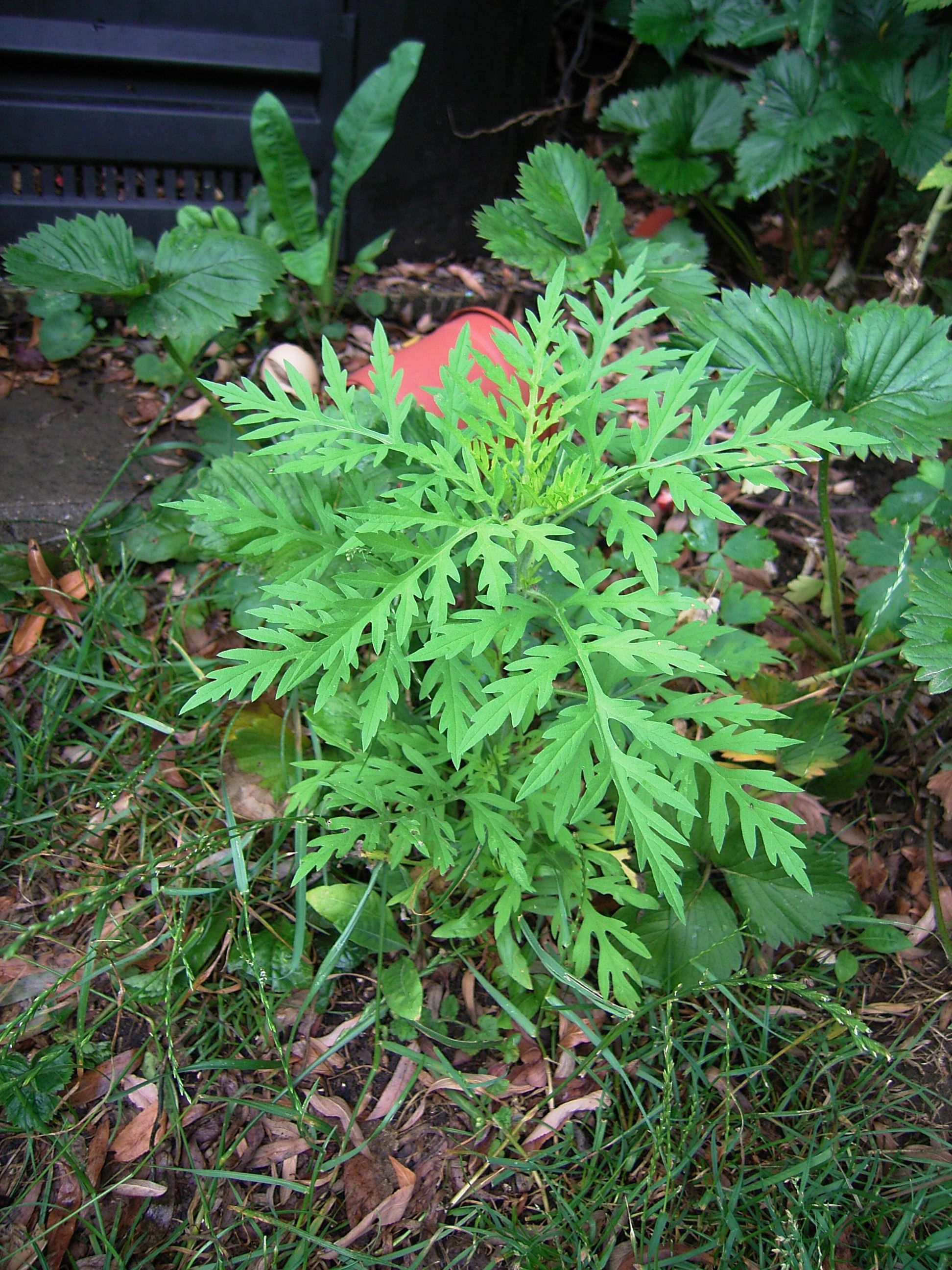
Detalle de las hojas

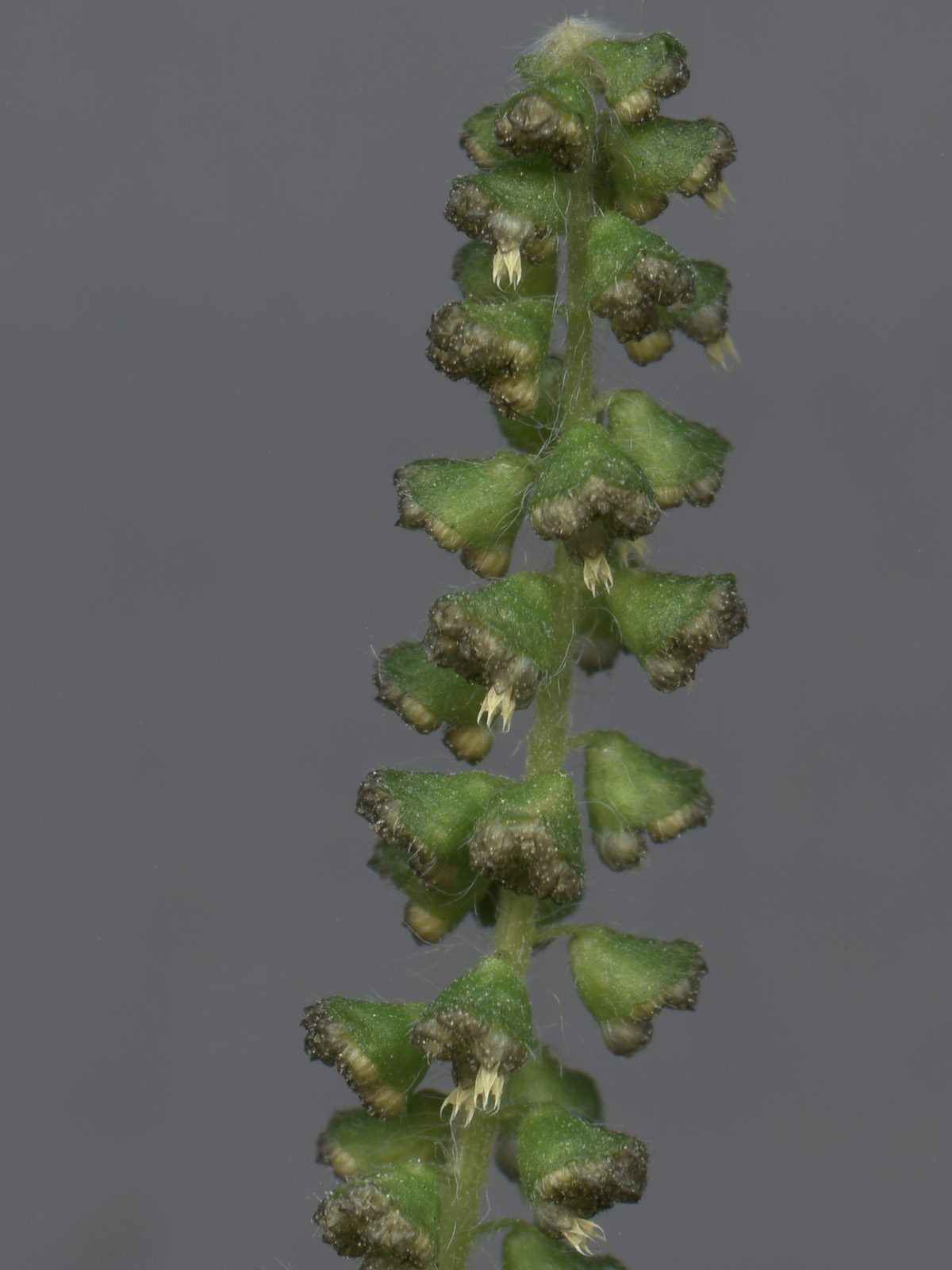
Inflorescencia

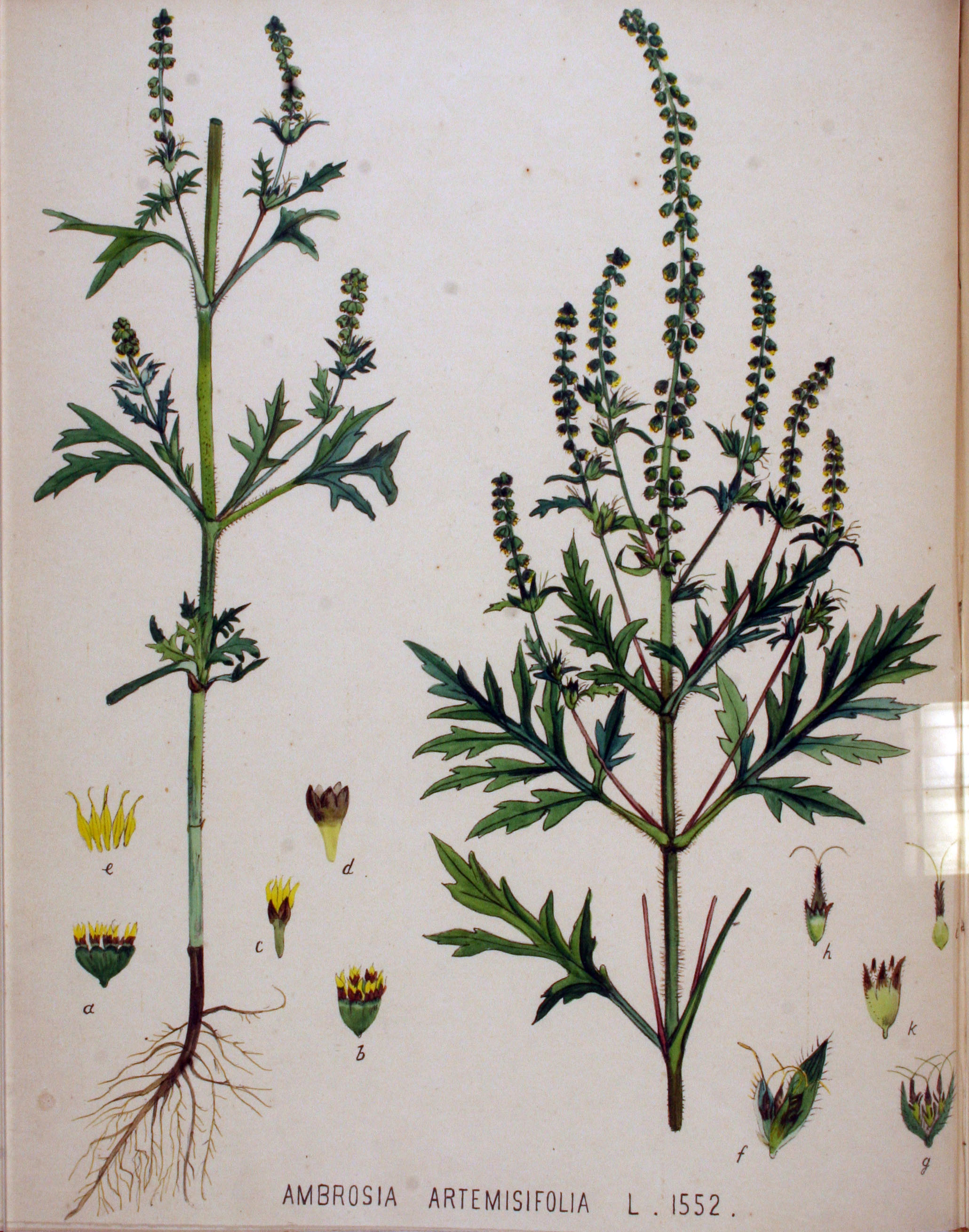
Ilustración

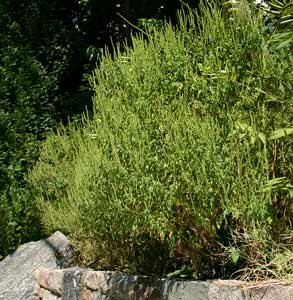
Vista de la planta

## Descripción
Es una hierba que alcanza un tamaño de 50 a 80 cm de altura, cuyas ramas tienen pelillos. Las hojas están divididas con pequeños picos y están aterciopelados. Las flores son verde-amarillentas, forman agrupaciones en las partes terminales de las plantas, en forma de largas espigas.

## Distribución y hábitat
Originaria de América boreal. Maleza común de Norteamérica y Sudamérica. Habita en climas cálido semiseco y seco entre los 200 y los 2000 metros. Cultivada en huertos familiares, está asociada a vegetación perturbada derivada de bosque tropical subperennifolio, matorral xerófilo y pastizal.
Propiedades
Utilizada principalmente en el Estado de México y Guanajuato, contra el mal cultural denominado aire que se caracteriza por dolor de cabeza, mareos y sensación de vómito. Para su cura se recomienda aplicar la tintura alcohólica (extracción alcohólica) de hojas y flores, o bien hacer sahumerios, quemando las hojas de esta planta cuando se trate de un mal aire. En Oaxaca se ocupan las hojas molidas para realizar limpias.
Es también empleada en trastornos digestivos, ocupando las hojas molidas, por vía local para la bilis, o el cocimiento de las hojas o de toda la planta, por vía oral, como antigastrálgico, para remediar la falta de apetito y contra parásitos intestinales o lombrices (Ascaris lumbricoides).
Por otro lado, las hojas frotadas se usan contra el dolor de cuerpo; para aliviar granos de la cara (originados por intoxicación, calor o polvo), se aplica una masa elaborada con esta y otras plantas (spp. n/r); en mezquinos, se untan las hojas machacadas con alcohol; cuando hay dolor de pecho (pulmón) (si esta parte se siente caliente por exceso de trabajo o por un golpe), se aplican las hojas machacadas con alcohol; y para curar el dolor de cabeza, se unta ésta con la tintura alcohólica de las hojas.
Se recurre al uso de las hojas o ramas, para tratar los trastornos menstruales, la inflamación de los pies y los mareos.
Historia
A mediados del siglo XVIII, Ricardo Ossado en el conocido Libro del Judío, se refiere a la planta de la siguiente forma: ”da esfuerzo, ánimo y osadía, quita el cansancio del camino, es muy eficaz para corregir el periodo a las señoras, tomándola dos veces al día en sancocho, tomada en intervalos cura las calenturas”. A finales del mismo siglo, Vicente Cervantes menciona: ”tiene las propiedades de la Arthemisa oficinal, por lo cual se usa en las boticas”.
Posteriormente, casi a finales del siglo XIX, Eleuterio González señala: ”se ha usado como febrífuga, estomática, antigotosa, antihelmíntica y emenagoga”.
En el siglo XX, Maximino Martínez la señala como antiparasitario, antipirético y eupéptico. Finalmente, la Sociedad Farmacéutica de México la consigna como antiparasitario, antipirético, emenagogo y estimulante.
Química
Las hojas y el tallo de A. artemisiifolia contienen un aceite esencial en el que se han identificado los monoterpenos alcohol y acetona de artemisia, borneol, acetato de bornilo, alcanfor, 1-8-cineol, para-cimeno, geraniol, limoneno, alfa y beta-pineno, piperitona, sabineno, terpinenol y gamma-terpineno; los sesquiterpenos delta-cadineno, cariofileno, copaeno, cumanín, delta y gamma-elemeno, beta-farneseno, beta-himachaleno, alfa-humuleno y peruvín; y el liganano imetil-éter-cavicol. Además en la planta completa se han identificado los sesquiterpenos ácidos 4-oxo-ambrosanoliedeoico, dihidropartenólide, hidroxi y acetoxi-oxo-pseudo-guanolide, psilostachin C, cumanín y su diacetato; los flavonoides 6-metoxi-camferol, metoxi y dimetoxi-quercetagín; además de los componentes coronopilín y psilostachín B. En esta planta se ha detectado la presencia de esteroles, triterpenos y cardenólidos.

## Taxonomía
Ambrosia artemisiifolia fue descrita por Carlos Linneo y publicado en Species Plantarum 2: 988. 1753.
Etimología
Ver: Ambrosia
artemisiifolia: epíteto latino que significa "como las hojas de Artemisia".
Sinonimia
- Ambrosia glandulosa Scheele
- Ambrosia monophylla (Walter) Rydb.

var. elatior (L.) Descourt.
- Ambrosia chilensis Hook. & Arn.
- Ambrosia elatior L.
- Ambrosia peruviana Cabrera

var. paniculata (Michx.)
- Ambrosia paniculata Michx.[3]

## Nombres comunes
- Estafiate, altamisa, ajenjo del país, amargosa, artemisa, artemisa de México,[4] artemisia, marco del Perú,[4] Santa María.

En Argentina descrita bajo el nombre científico Ambrosia elatior (sinónimo: Ambrosia artemisiaefolia) es el mismo "ambrosia eliator" el nombre patrón propuesto por Petetín en 1984,, es también llamada "altamisa", "hierba de la oreja".

## Especie invasora en España
Debido a su potencial colonizador y constituir una amenaza grave para las especies autóctonas, los hábitats o los ecosistemas, esta especie ha sido incluida en el Catálogo Español de Especies Exóticas Invasoras, regulado por el Real Decreto 630/2013, de 2 de agosto, estando prohibida en España su introducción en el medio natural, posesión, transporte, tráfico y comercio.